# Bisschopskamp
Bisschopskamp is de naam van een landgoed tussen Swalmen en Boukoul in de Nederlandse gemeente Roermond. Het gebied is ongeveer 174 ha groot.
Het beboste gebied, gelegen op het middenterras van de Maas, strekt zich uit ten oosten van Kasteel Hillenraad. In het uiterste noordoosten van het gebied loopt de Swalm.
Het gebied bestaat uit een afwisseling van naald- en loofbos. In het westelijk deel vindt men beukenlanen. Naarmate men naar het oosten gaat neemt de hoogte licht toe (van 25 naar 28 meter), maar de bodem wordt schraler evenals de vegetatie.
Van de flora kan worden genoemd: Dubbelloof en blauwe bosbes.
Vroeger liep de heerbaan tussen Aken en Xanten door dit gebied. In het noorden van het bos werd dit traject weer aangegeven.